# See-Saw
„See-Saw” (pol. huśtawka) – utwór z zespołu Pink Floyd, pochodzący z płyty A Saucerful of Secrets, wydanej w roku 1968. Został on napisany i zaśpiewany przez Richarda Wrighta.
Atmosfera i słowa utworu nawiązują do wspomnień z beztroskiego dzieciństwa, przypominają inną kompozycję Wrighta do tego samego albumu, Remember a Day, są jednak bardziej melancholijne.
Sam autor nie był zadowolony z utworu, początkowo nazwał go nawet ironicznie „The Most Boring Song I've Ever Heard Bar Two” (pol. Najnudniejsza piosenka jaką kiedykolwiek słyszałem, z wyjątkiem dwóch).